# 900-as busz (Budapest)
A budapesti 900-as jelzésű éjszakai autóbusz a Dél-pesti autóbuszgarázs és a Budapest Liszt Ferenc nemzetközi repülőtér 2-es terminálja között közlekedett. A buszjárattal az éjszakai órákban is elérhető volt Budapest nemzetközi repülőtere, mivel csatlakozott a Belváros felől az Üllői úton érkező 950-es buszjárathoz. A 900-as viszonylat a 200E busz késő esti, éjjeli meneteit, valamint a kizárólag BKV-dolgozókat szállító korábbi szolgálati járatot váltotta ki 2012-es indulásakor, emellett biztosította a késő esti és hajnali járatok elérését és a reptéri dolgozók szállítását is.

## Története
A 900-as buszt azért vezették be, hogy éjszaka is legyen tömegközlekedési kapcsolat a Liszt Ferenc repülőtér és a belváros között a 900-as és a 950-es autóbusz segítségével. 2012. május 29-én éjszakától az autóbuszok nem érintették a Liszt Ferenc repülőtér 1-es terminált. 2018. június 15-re virradó éjjel megszűnt, szerepét a 980-as busz és az egész éjjel közlekedő 200E busz vette át.

## Útvonala
| Liszt Ferenc Airport 2 felé | Dél-pesti autóbuszgarázs felé |
| --- | --- |
| Dél-pesti autóbuszgarázs vá. – Méta utca – Cziffra György utca – Gilice tér – Cziffra György utca – Honvéd utca – vasúti átjáró – Gyömrői út – Ferihegyi repülőtérre vezető út – – Repülőtéri bekötőút – Liszt Ferenc Airport 2 vá. | Liszt Ferenc Airport 2 vá. – Repülőtéri bekötőút – – Ferihegyi repülőtérre vezető út – Gyömrői út – vasúti átjáró – Május 1. tér – Bajcsy-Zsilinszky út – Üllői út – Cziffra György utca – Gilice tér – Cziffra György utca – Méta utca – Dél-pesti autóbuszgarázs vá. |

## Megállóhelyei
| 0  | Dél-pesti autóbuszgarázs végállomás | 31 | 914, 923, 948, 980, 994, 999 |
| 0  | Besence utca                        | 30 | 914, 980, 999                |
| 1  | Ipacsfa utca                        | 29 | 914, 980, 999                |
| 3  | Margó Tivadar utca                  | 27 | 980                          |
| 4  | Gilice tér                          | 26 |                              |
| 5  | Sas utca                            | 25 |                              |
| 5  | Dalmady Győző utca                  | 25 |                              |
| 13 | Üllői út (↓) Honvéd utca (↑)        | 24 | 950, 950A                    |
| ∫  | Bajcsy-Zsilinszky út                | 23 | 950, 950A                    |
| 14 | Selmecbánya utca                    | 15 |                              |
| 15 | Szent László utca                   | 14 |                              |
| ∫  | Szemeretelep vasútállomás           | 13 |                              |
| 17 | Szemeretelep vasútállomás           | 12 |                              |
| 18 | Ferihegy vasútállomás               | 10 |                              |
| 20 | Repülőtér, D porta                  | 7  |                              |
| 21 | Repülőtéri Rendőr Igazgatóság       | 6  |                              |
| 23 | Vecsés-nyugat                       | 4  |                              |
| 27 | Repülőtér, P+R                      | ∫  |                              |
| 28 | Liszt Ferenc Airport 2 végállomás   | 0  | 100E                         |